# Kostel Narození Panny Marie (Loučim)
Gotický dvoulodní kostel Narození Panny Marie v Loučimi je nejcennější a nejvýraznější stavbou obce. Kostelní věž se štíhlou jehlancovou střechou vytváří dominantu širokého okolí. Je chráněn jako kulturní památka České republiky. Stavba se nachází na starém hřbitově. Kostel je obehnán zdí, do které je na východě vestavěná zděná nečleněná polygonální márnice, krytá jehlancovou eternitovou střechou. Směrem k faře je původní zděná branka, členěná pilastry se zvlněným hladkým štítem. Kostel v obci Loučim se nachází na mírné vyvýšenině na okraji obce, u hlavní silnice č. 22.

## Historie
Stavba je vyvinutá takzvaná zkrácená dvoulodní (švábská) gotika 14. století s jediným středním pilířem. Podle historického a stavebního průzkumu je výstavba datována do let 1325 až 1350, jako stavebník je uváděn rod Příchovských. Mohutná hranolová věž byla patrně přistavěna v 16. století.
Nejcennější částí je kaple svaté Kateřiny na severní straně kostela, která dnes slouží jako sakristie. Na základě stavebního rozboru byla vystavěna společně s kostelem. Historické prameny však kladou výstavbu kaple do roku 1404 a lokalizují ji ke zdi hřbitova, kde je na starých plánech vsi výrazně zanesena stavba staré, polygonem uzavřené márnice. Márnice svým ztvárněním připomíná letité stavby vesnických kaplí.
První zmínka o existenci farního kostela Narození Panny Marie v obci Loučim pochází z roku 1357. Z hlediska architektury byl gotický kostel inspirován jihoněmeckou gotikou čtrnáctého století, která jej řadí k vesnickým stavbám tohoto typu s kvalitními kamenickými detaily. Podle historického a stavebního průzkumu je výstavba datována do let 1325 až 1350. Jako stavebník je uváděn rod Příchovských. Mezi lety 1760–1770 se na kostele udály mnohé opravy (výměna oken, zvýšení věže, podlahy atd.), které se ale podstaty stavby nedotkly. Z tohoto období je také veškeré vnitřní zařízení. Věž je z počátku 16. století a byla zvýšena v pozdním baroku roku 1770. Poničená střecha věže byla obnovena po vichřici roku 1843 a znovu 1908.
Kostel byl několikrát opravován. V letech 1760–1770 proběhla výměna oken, zvýšení věže a úprava podlah, dále letech 1905 a 1908 oprava věže zapálené bleskem a roku 1944 oprava interiéru kostela. Původní gotická podoba byla kostelu vrácena během generální opravě v letech 1968 až 1972, kdy byla opravena střecha, zhotoveny nové omítky zdí a osazena okna se skly zalitými olovem.
Kostel byl do roku 2005 farním kostelem farnosti Loučim, po jejím zrušení dne 3. února 2005 se stal filiálním kostelem farnosti Kdyně.

## Stavební podoba
Kostel Narození Panny Marie je omítaná dvoulodní stavba s mohutnou hranolovou čtyřbokou věží na západě, a obdélnou lodí s válcovým výstupkem vřetenového schodiště na jihu s opěráky na severním boku a polygonálně zakončeným presbytářem s opěráky, k němuž na severním boku přiléhá obdobně uspořádaná kaple. Střecha na věži je jehlancová a krytá eternitem, na lodi je střecha sedlová, na presbytáři a sakristii je též eternit. Věž má ve třech podlažích štěrbinová okénka. V lodi po dvou štíhlých, segmentově zakončených oknech ve špaletách, pod západnějšími pravoúhlé boční vstupy. Okna v presbytáři jsou obdobná jako v lodi. Presbytář i sakristie (bývalá kaple sv. Kateřiny) jsou sklenuty dvojitými žebry o hladkých kruhových svornících na konzolách.

## Exteriér
Kostel byl postaven z lomového kamene, který byl následně omítnut. Nároží a opěráky jsou osazeny kvádry.
Věž oživují ve čtyřech patrech nad sebou úzká, cihlami vyložená okénka, nejvyšší patro prolamují okna segmentová.
Z obdélné lodi vystupuje na jižní straně okrouhlé schodiště se šnekem, sahající až po římsu, jehož vchod je dnes zazděný. Na protější straně jsou dva opěráky, jeden uprostřed a druhý vystrčený na západním nároží. Dvě okna na každé straně mají segmentové zaklenutí.
Užší, s lodí stejně vysoký chór je od hlavní lodi oddělený zděným štítem. Chór má polygonální závěr, který je obstoupen pěti opěráky z tesaného kamene, mezi nimiž jsou umístěná okna bez profilace ostění i kružeb.

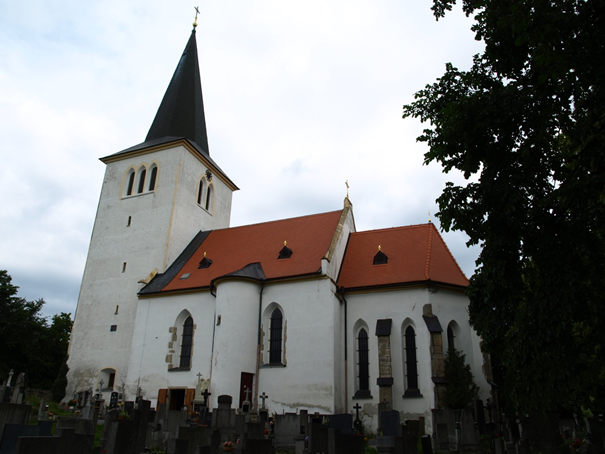
Kostel Narození Panny Marie (Loučim)

## Interiér
Vnitřek lodi má délku 13,3 m, šířku 9,3 m a výšku 8,5 m. V kostelní lodi byla užita obkročná klenba, která umožnila její sklenutí na osmiboký pilíř s nízkou patkou umístěný uprostřed. Klenba je zvýrazněna pískovcovými žebry klínového vyžlabaného profilu, podchycenými při stěnách na kružbových konzolkách. V západní části lodi je klenba křížová. Presbyterium umístěné ve východní části lodi, je zaklenuto jedním polem křížové klenby a v pětibokém závěru paprsčitě. Jednoduše vyžlabená žebra vybíhají z prostých konzol a stýkají se v terčových svornících. Od hlavní lodi je odděleno lomeným triumfálním obloukem. Dva svorníky klenby presbyteria jsou zdobené vytesaným plastickým beránkem s křížem a pětilistou růžicí.
K presbyteriu přiléhá kaple svaté Kateřiny, která dnes slouží jako sakristie. Ta ve zmenšeném měřítku opakuje dispozici presbyteria. Stísněný prostor sakristie vedl k tomu, že se prsa klenby, která vybíhají těsně u země z protáhlých jehlancových konzol, ostře lámou. Kromě původní gotické klenby se zde nalézá také dochované malé gotické okno s jednoduchou kružbou (nalezeno při opravě 1944) a stará osmiboká gotická žulová křtitelnice.

## Vybavení interiéru

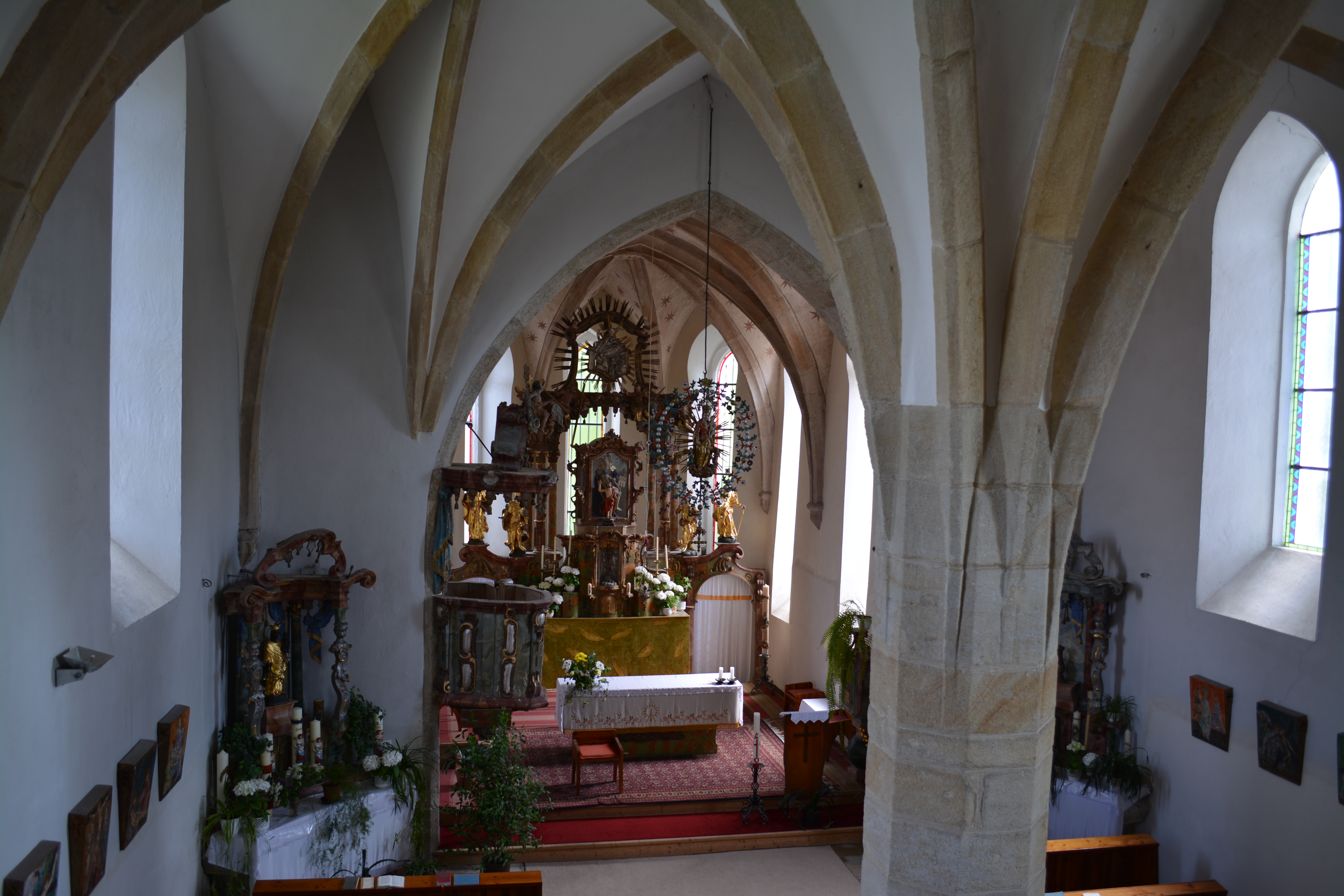

Původní gotické vybavení kostela se nedochovalo, vnitřní zařízení pochází většinou z barokního období, pravděpodobně od lidových řezbářů z Klatovska.
Starší je pouze jeden metr vysoká dřevěná socha piety Bolestné Matky Boží s Kristem na klíně, hrubá řezba ze 16. století, umístěná uprostřed rokokového oltáře. Další sochy oltáře, na levé straně sochy svatého Petra, svatého Václava a v pravé části sochy svatého Pavla a svatého Víta, jsou už barokní. Oba postranní oltáře v barokním provedení jsou též dřevěné a podobají se hlavnímu. Zasvěcení kostela zachycuje stříbrný plastický obraz se zlatými paprsky na vrcholu hlavního oltáře. Zvláštní pozornost si zasluhuje tzv. „Černá madona“ s mečem v hlavě umístěná na levém oltáři. Jde o repliku známé gotické sošky Panny Marie Loučimské, kterou nechal v roce 1760 zhotovit loučimský farář Ferdinand Gerl. Pověst spojuje tuto sošku s nedalekým bavorským poutním místem Neukirchen bei Heiligem Blut, kde je uložen originál Madony. Za zmínku stojí také baroková socha Panny Marie Růžencové (renovována 1990) zavěšená ve věnci lomeného triumfálního oblouku.
V podlaze lodi je zasazeno několik zcela sešlapaných náhrobků šlechticů, kteří na kostel dlouhodobě přispívali. Na stěnách lodi se nachází moderní křížová cesta, která pochází z let 1968–1972, kdy byl kostel vrácen své původní gotické podobě. Šíři západní stěny vyplňuje dřevěný kůr s varhanami, na který vedou schody z podvěžní kobky.

## Zajímavosti

### Loučimský kostel jako poutní místo
Kostel má dlouhou historii také jako poutní místo. Ve středověku byl jedním z nejvíce navštěvovaných poutních míst v kraji. Obliba Loučimi jako poutního místa však poklesla poté, co kostel přišel o svou madonu. V té době začal být naopak hojně navštěvován klášter Neukirchen beim Heiligen Blut, kde byla po skončení husitských válek loučimská madona vystavena. Zejména od 17. století byl klášter oblíbeným poutním místem pro české věřící, kteří sem za Pannou Marií Loučimskou putovali.
Tradici poutí do Loučimi se po roce 1989 podařilo obnovit. Pořádají se vzájemné poutě mezi Loučimí a Neukirchenem, kdy čeští věřící putují do Neukirchenu a obráceně. V Loučimi se poutní mše slouží nejprve na velikonoční pondělí a druhá v neděli po svátku Narození Panny Marie.

### Pověsti
Nejznámější pověst, která se k Loučimi vztahuje, je právě vyprávění o loučimské mariánské sošce, později ukryté v bavorských lesích. Stalo se tak za husitských válek v sobotu před svátkem svatého Martina roku 1419. Z obav před vojsky, která vypalovala vesnice a drancovala kostely, zbožná selka Zuzana Haladová sošku ukryla v hlubokých lesích Šumavy, již na bavorské straně hranice v dutém stromě lípy u studánky. Tam ji objevil známý husitský rváč Ctibor Krčma, rychtář z Votavy, který se pokusil sošku zničit. Vytasil meč a ťal ji do hlavy. Když se z praskliny vyřinula krev, hodil ji vyděšeně do studánky, ale soška se stále znovu vracela na své místo v dutině stromu. Nakonec nešťastník padl na kolena a prosil za odpuštění. Později často přicházel do Nových Kostelů jako poutník. Tuto legendu zachycuje i františkánská klášterní kronika v Nových Kostelích. Po skončení válečného pustošení se soška do Loučimi už nevrátila. Zůstala v Nových Kostelích a místo, kde sošku nalezli, nazvali „U svaté krve“. Tam také později vznikl poutní kostel s františkánským klášterem nazývaný „Neukirchen beim Heiligen Blut“.
Podle pověsti měli loučimský kostel postavit obři. V Loučimě stojí staryj kostel. Stavěli ho obři. Bul to táta s mámou, syn ha cera. Vostávali v houdolí pod židovským břítovem, haby se mohli pořádně natáhnout, hdyž si lehli. Máma ha dcera nosili v zástěrách kamení, syn ha táta stavěli.Hdyž buli hotovi, dali si jenom stoličku pod nohy, haby mohli dát kříž na věž. Tak buli velký. Kostel postavili na kopci, vodkyd je vidět haž do Babor. Slunce svítí celyj den na kostel ha když zvoní na věži, je to slyšet haž někam ke Klatovam. Do Loučima chodili lidi z daleka do kostela, protože tenkrat bul kostel nejblíž jenom v Klatovech, na Brůdku hu svatýho Václava ha v Domažlicích. Haž obři vodcházeli, rozloučili se se všema vosadníky ha proto se menuje vesnice Loučim.

### Spot
Po opravě kostela v letech 1995–1998 financované z prostředků kdyňské farnosti, která kostel spravuje, a z příspěvku od státu ve výši 205 000 Kč, se kostel objevil i v reklamním spotu na Tatranky Opavia.

## Fotogalerie

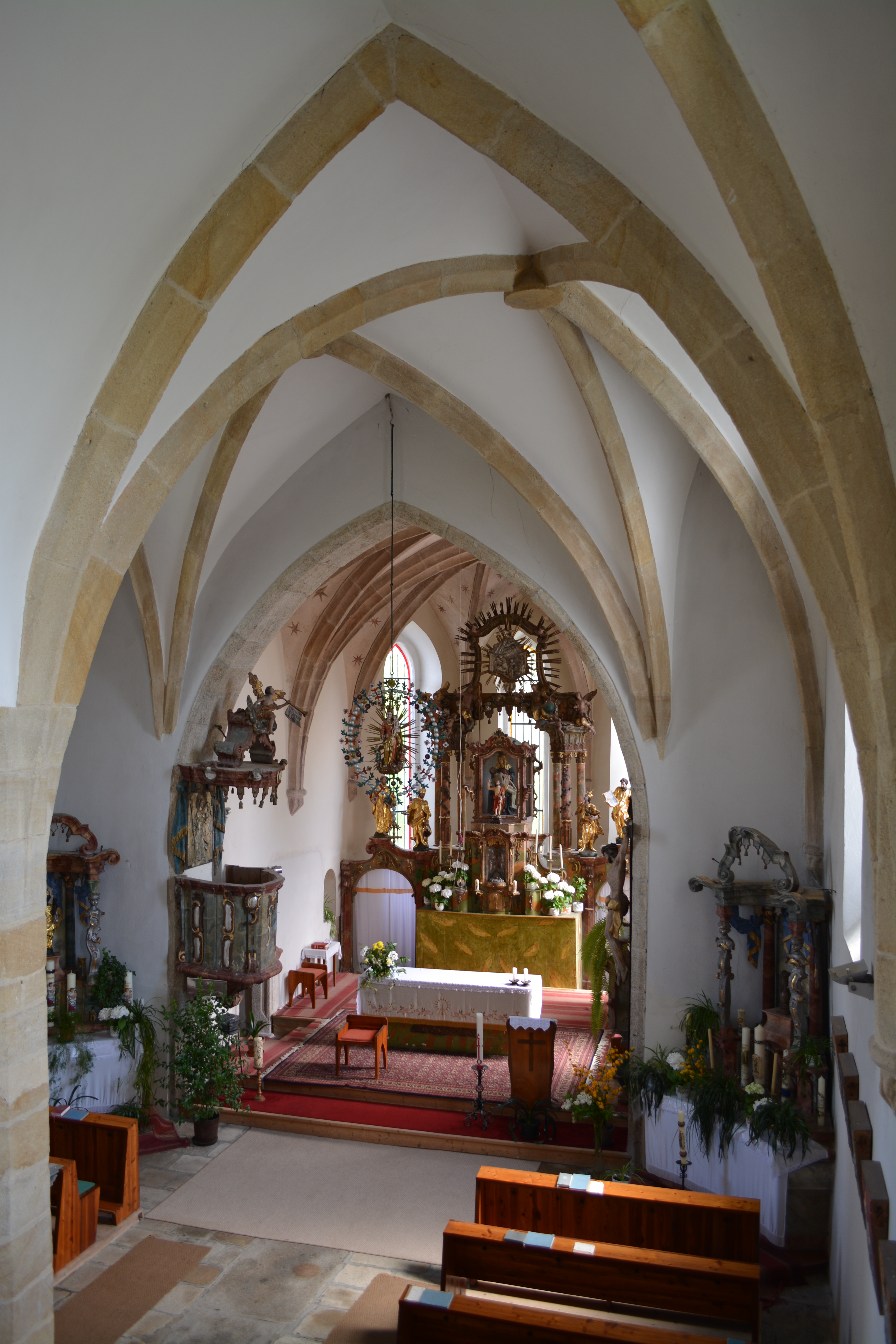
Hlavní loď kostela v Loučimi
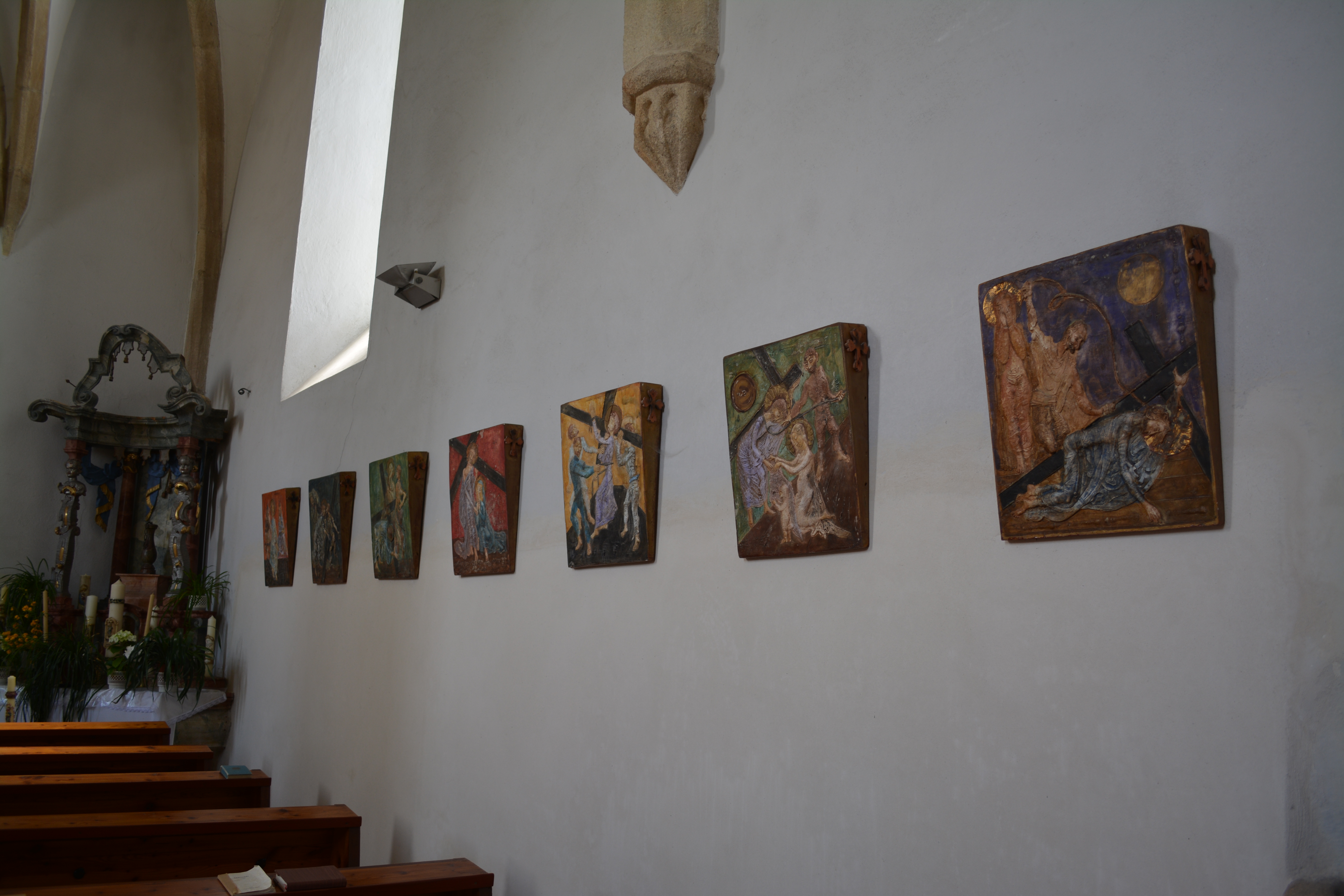
Křížová cesta v Loučimi (druhá část)
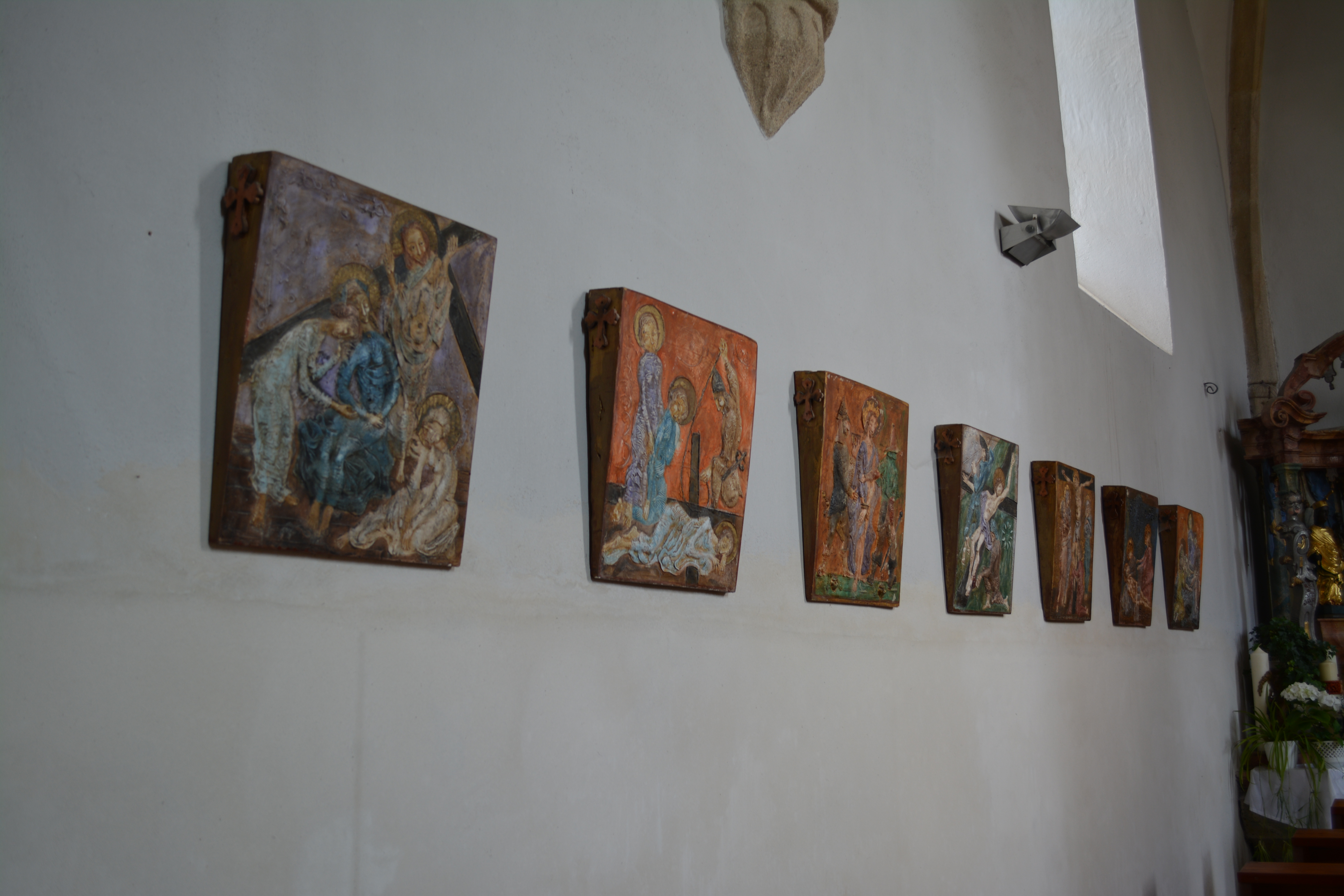
Křížová cesta v Loučimi
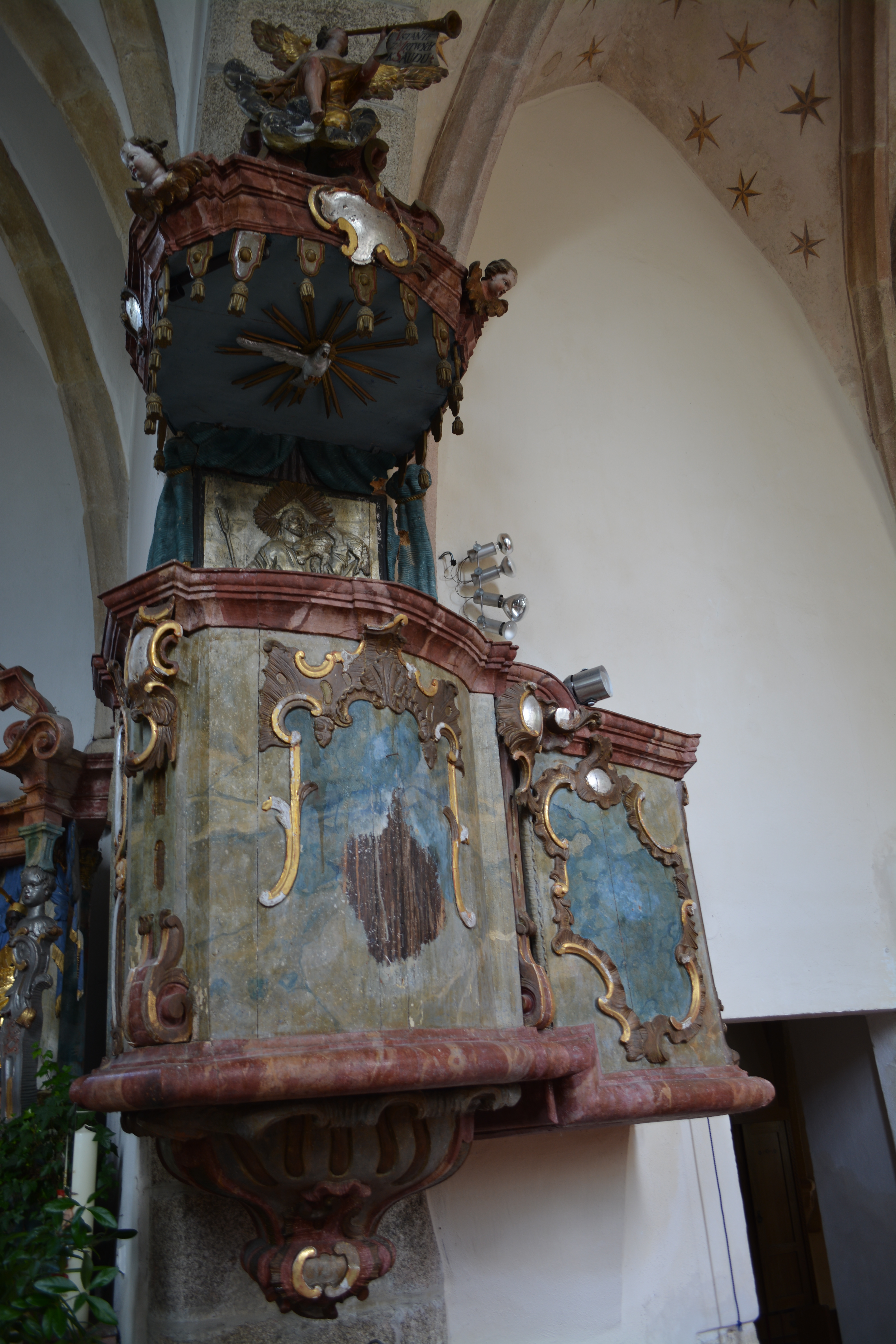
Kazatelna v loučimském kostele
Zaklenutí presbyteria
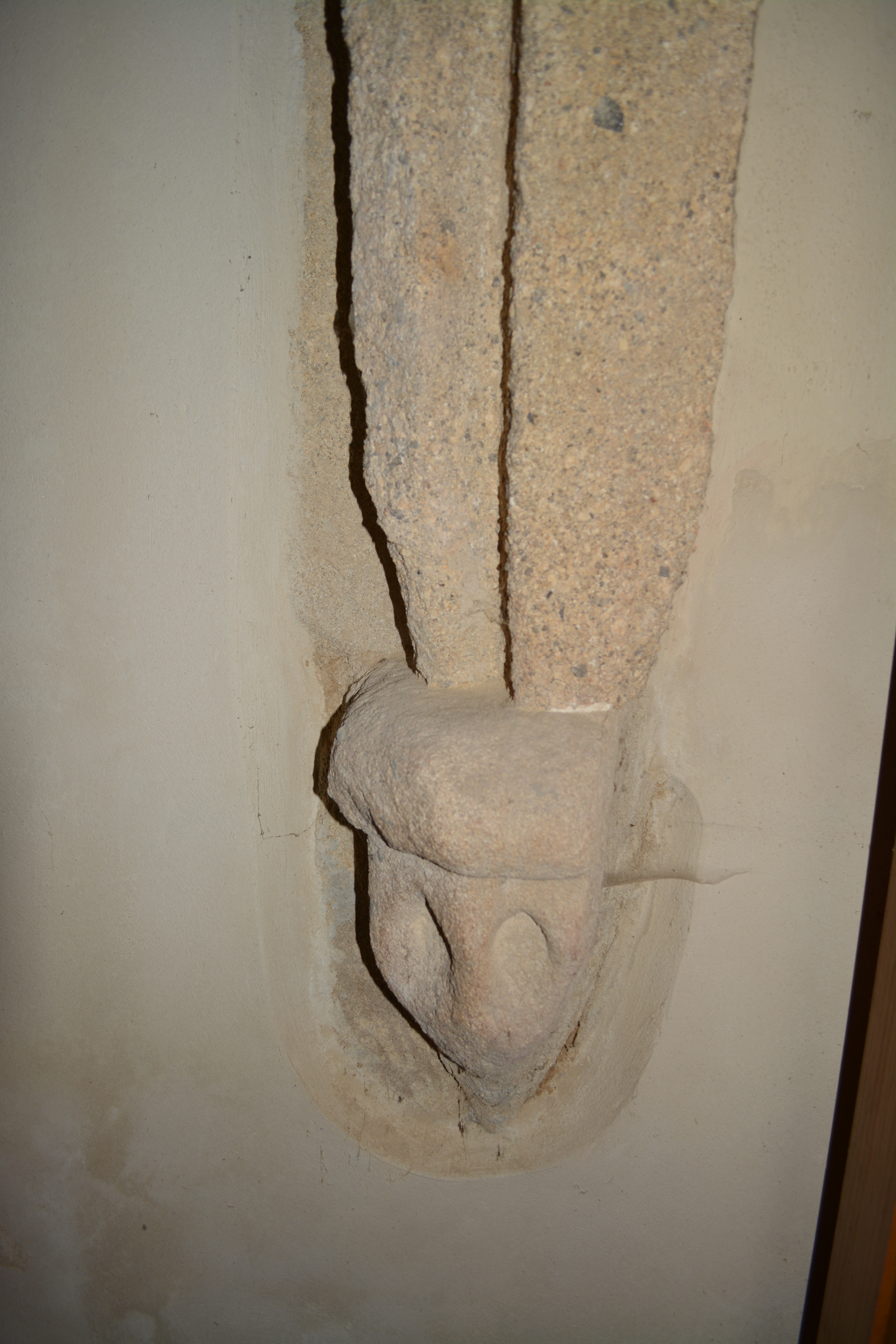
Konzola v sakristii sv. Kateřiny
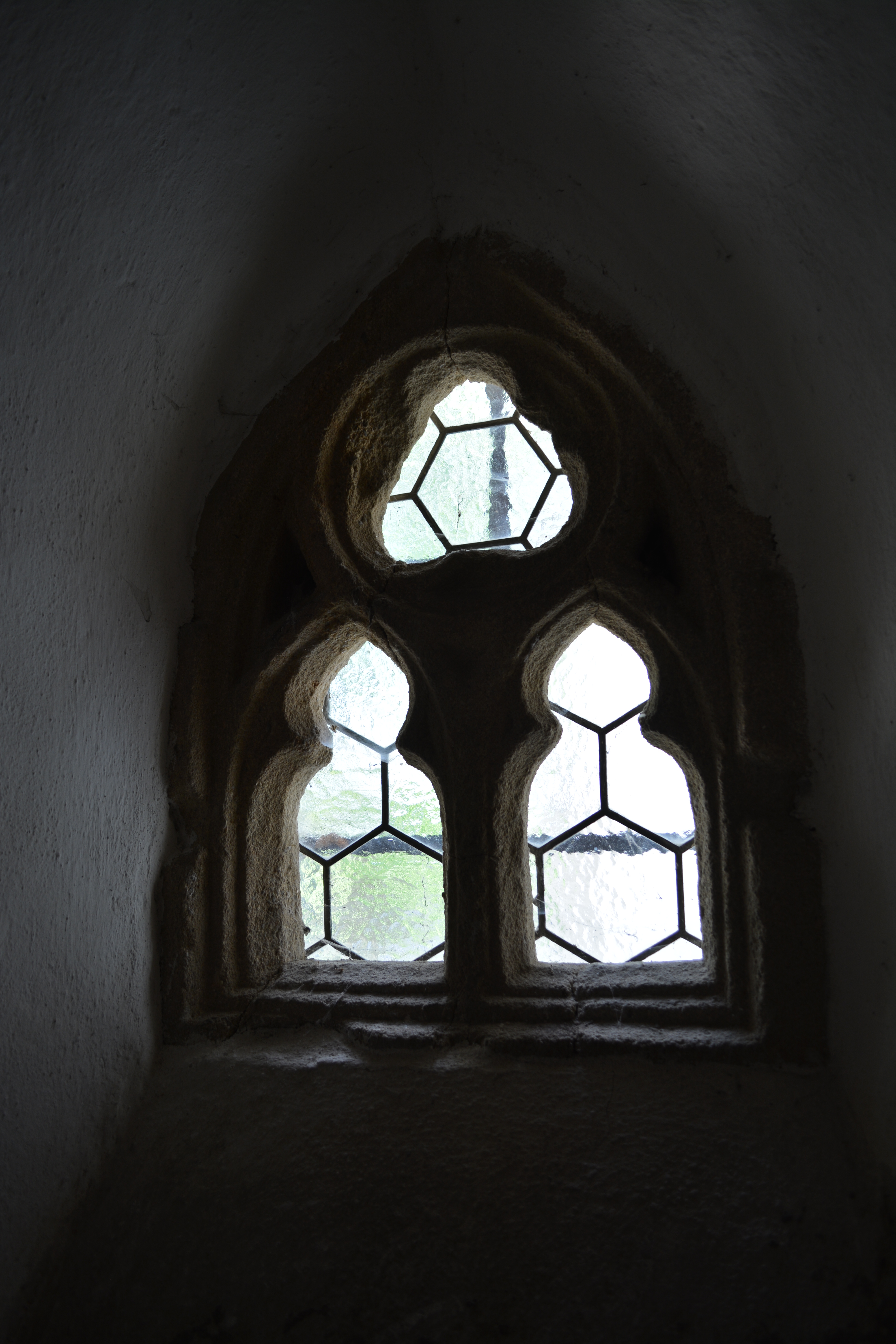
Dochované gotické okno s jednoduchou kružbou
Dřevěný kůr s varhanami
Osmiboký pilíř
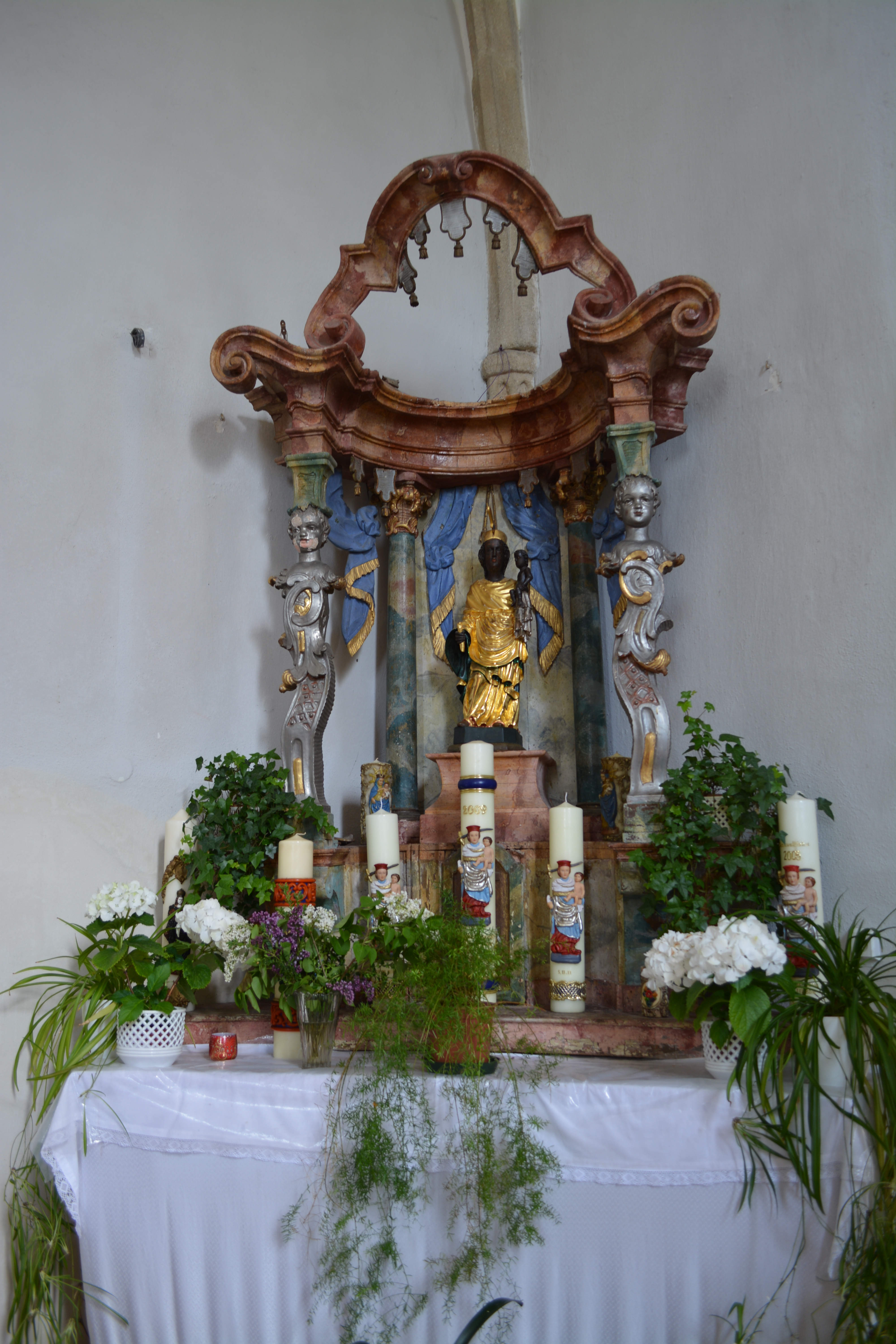
Loučimská madona
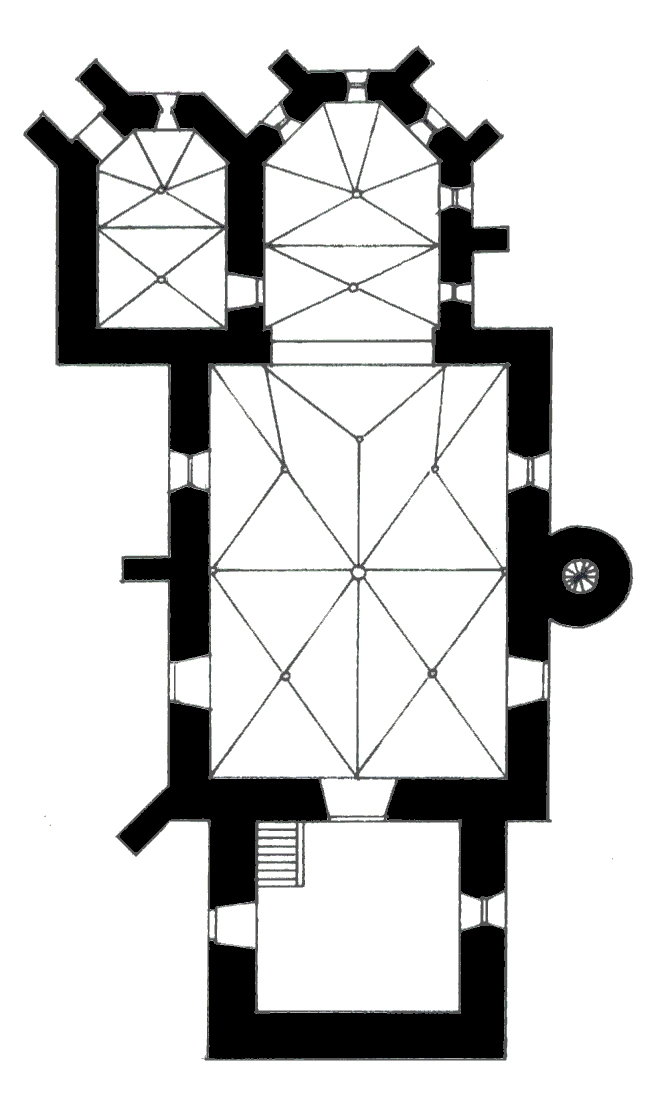
Půdorys (seshora) loučimského kostela